# Peter Bohinjec
Peter Bohinjec, slovenski pisatelj in organizator katoliških prosvetnih društev, gospodarskih zadrug in hranilnic, * 21. februar 1864, Visoko pri Kranju, † 14. december 1919, Spodnje Duplje.

## Življenje
Rodil se je v družini premožnih kmetov, p. d. Joštovih. Oče se je ukvarjal s preprodajo prašičev, odločna mati je po moževi smrti sama vodila gospodarstvo. V osnovno šolo je hodil na Olševek, v gimnazijo (1875–84) v Ljubljani in tam stanoval pri družini sošolca Frana Gestrina. Drugi razred je iz neznanih razlogov ponavljal in tako postal sošolec Janeza E. Kreka. Blestel je pri zgodovini in pri slovenščini, ki jo je poučeval Maks Pleteršnik. 1884–88 je v Ljubljani študiral teologijo in se uveljavljal z leposlovnimi objavami, ki jih je snoval v okviru bogoslovnega Cirilskega društva. Po posvetitvi je kot kaplan najprej tri mesece služboval v Srednji vasi v Bohinju in potem v Dobrepolju v Suhi krajini. 1890 je za tri leta in osem mesecev odšel na Vrhniko, kjer je opravljal posle dekanijskega tajnika in na Krekovo pobudo ustanovil prosvetno Katoliško društvo rokodelskih pomočnikov. 1893 je bil premeščen v Trnje pri Pivki, ki se je tedaj imenovala Šentpeter na Krasu, kjer je bil za kurata, ustanovil delavsko hranilnico (rajfajznovko) in na svojo pobudo zgradil cerkev, čeprav so se farani uprli zastonj dobavi gradbenega materiala in sta ga zapustila tudi inženir in delovodja.
Obetalo se mu je uredništvo časopisa Domoljub, a so ga prej kot župnika za pet let prestavili v Horjul; tu in v Trnju so mu podelili status častnega občana. Sezidal je mežnarijo in gospodarsko poslopje zadruge Kmetijske družbe, ki jo je sam ustanovil. Naslednjih deset let (1901–11) je prebil v Škocjanu pri Šmarjeških Toplicah. Pisateljevanje je potisnil vstran. Tudi tu je ustanavljal društva, načeloval hranilnici, kupil žago in mlin, hišo in vinograd in plačeval delavce, ki so v okolici izkopavali arheološke ostanke. Po vnovičnem sporu s stanovskimi kolegi in farani je zaprosil za premestitev v Duplje, kjer se je najprej lotil pozidave mežnarije in z dokupom parcel razrešil 30-letni zemljiščni spor z občino. Vaščanom je uredil društveno kulturno dvorano, kjer so ob otvoritvi igrali njegovo igro. Vmes je potoval po Italiji, Franciji, Bosni in Češki.
Bil je orjaške postave, gospodovalen in trmast, ekspresiven govornik in pridigar in do smrti nikoli bolan. Rad se je loteval kmečkih poslov, s posebnim veseljem pa konjskega mešetarjenja. Med vojno je moral zaradi kile v ljubljansko bolnico, ob vrnitvi se je na vlaku prehladil in za posledicami prehlada umrl. Pokopan je v Dupljah.
Objavljal je pod psevdonimi M. Dovič, Velimir, V-l-m-r, Krešimir, Veliček, Proto Konec, Pokokrjan, P. B-c, B-c, P. B-c, B-h-c, Maležev, Rak, Obad, Burač, Branibor itd.; v Krekovi ligi je bil njegov vzdevek Liga 10. Pisal je v domala vse slovenske časopise; v 90. letih 19. stol. je bil v Domu in svetu poleg Frana Jakliča najvidnejši pripovednik, pomembno vlogo je imel tudi leta 1913 pri zamenjavi uredništva, potem pa se je s svojo večerniško preprostostjo generaciji katoliških modernistov zameril in so se začeli njegovih spisov otepati. Bil je najplodnejši pripovednik v časopisu Gorenjec in v zbirki Gorenjska knjižnica.

## Delo
Napisal je devet obsežnejših zgodovinskih povesti. V prvo fazo 1896–1901 spadajo povest iz življenja ljubljanskih čevljarjev v začetku 17. stoletja Najmlajši mojster (zgodovinske podatke zanjo je prepisal iz knjige Ivana Vrhovca Ljubljanski meščani v minulih stoletjih), povest o turških vpadih v 15. stoletju Zadnji gospod Kamenski (DS 1898), antična povest o uporu rimskih vojakov v Emoni Pod rimskim orlom (DS 1900) in povest o kmečkem uporu Za staro pravdo.
Po več kot desetletnem premoru so sledile »povest iz 13. stoletja« Glagoljaš Štipko (MD 1912), Za poklicem (o ljubezni med plemkinjo in oskrbnikom na Raka pri Škocjanu ter o ciganih v 19. stoletju), »povest iz leta 1615« Zadnja luteranka (1915), in Svetobor, literarizirana zgodovinopisna podoba ustoličevanja koroških vojvod na Gosposvetskem polju, ki se spogleduje z nerealizirano zgodovinsko možnostjo, da bi célo slovensko ozemlje pripadlo oglejski cerkveni oblasti.
Povest Pod krivo jelko o rokovnjaški združbi pod vodstvom Velikega Groge v okolici Kranja spada v žanr roparskega romana. Izhajala je kot podlistek s podnaslovom »povest iz Meternikove dobe« v Domoljubu 1922–23, v knjižni obliki pa je izšla pri ljubljanskem založniku kolportažne literature Antonu Turku. Anton Slodnjak jo je označil za »sociološko monografijo«, zaradi citatov rokovnjaških pesmi in žargona pa je zanimiva tudi etnološko in jezikoslovno.
Bohinjčeve večerniške kmečke povesti so v povprečju krajše: tragična Jarem pregrehe z motivom incesta (DS 1895), Na nepritrjenih mostnicah (KMD 1903), in skrivnostna Kovač in njegov sin (1907, SV 59). V povesti Volja in nevolja, ki je iz pisemskega dialoga med klenim duhovnikom Krešimirom in svetobolno in nihilistično razpoloženim liberalskim prijateljem Radoslavom (v njem je upodobil sošolca pesnika Frana Gestrina), ki gre na Dunaj študirat, pri vojakih zboli in potem doma jetičen umre, je izrekel kritiko naturalizma, ženske emancipacije in leposlovja nasploh.
Sprva je objavljal v liberalnih Ljubljanskem zvonu, Slovanu in Slovenskem narodu, nadaljeval pa je v Domu in svetu in drugi katoliški periodiki. V prvi zvezek zbirke Narodne igre je prispeval »zgodovinski igrokaz v treh dejanjih« Štempihar (1914), uprizorili so mu še neohranjeno ljudsko igro Sv. Linharda. Otroške in mladinske spise je objavljal v časopisih Vrtec (»otročja igra v štirih prizorih« Jezičnost in ošabnost, 1892), Angelček, Mentor, Zora, Škrat in Rogač. Od Bohinjčevih Izbranih spisov sta v Kranju izšla samo dva zvezka s črticami iz otroškega časopisa Vrtec in iz Ljubljanskega zvona: Drobnice (1912) in Sredozimci (1913).
Literarna kritika mu je priznavala nadarjenost pri opazovanju in izbiri snovi ter poljudnega jezika, zavrnila pa je njegovo izrazno drastičnost, slabo psihologizacijo, motivacijo in kompozicijo ter nejasno sporočilo. Anton Breznik ga je označil za našega »drugega Jurčiča«, iz pisateljeve pretirane potrebe po študiju in upoštevanju zgodovinopisnih podatkov pa se je ponorčeval Izidor Cankar v romanu S poti. Ivan Tavčar naj bi po Bohinjcu oblikoval negativni lik kaplana Petra v protiklerikalnem pamfletu Izgubljeni bog (1900).
Prevajal je iz češčine (»humoristiški roman« Svatopluka Čecha Kandidat nesmrtnosti; v objavi v SN 1885 ime prevajalca ni navedeno), ruščine (Gogoljev roman Strašno maščevanje, S 1889; tudi tu ime prevajalca ni navedeno, v knjižni izdaji 1908 pa je podpisan Joža Glonar), francoščine in italijanščine. Njegov najobsežnejši prevod (preko 1000 strani v treh zvezkih) je knjiga Jezus Kristus (1900–1903) francoskega dominikanskega redovnika Henrija Didona.
Peter Bohinjec je bil vsestranski katoliški ljudskoprosvetni publicist. Lotil se je domoznanstva, krajevne in cerkvene zgodovine (Zgodbe fare Škocijan pri Dóbrovah, 1911, Zgodovinske črtice o slovenskih Šmarnicah, 1912, Velesalo (Velesovo), 1914), literarno- in kulturnozgodovinskega življenjepisa, literarnega eseja o katoliški kmečki literaturi (Dve pritožbi, DS 1916), pridig (Duhovni pastir 1889–1916), potopisa in političnega spisa.

## Izbrana bibliografija
- Volja in nevolja: Slika iz življenja v pismih. DS 1898.

#### Zgodovinske povesti
- Najmlajši mojster: Povest iz leta 1608. DS 1896.
- Za staro pravdo: Povest iz leta 1515. Ljubljana, 1901 (Zabavna knjižnica, 13).
- Za poklicem. Kranj, 1912 (Gorenjska knjižnica, 7–9).
- Glagoljaš Štipko, 1912.
- Zadnja luteranka, 1915.
- Svetobor: Povest iz konca 11. stoletja. Ljubljana, 1917.
- Pod krivo jelko: Povest iz časov rokovnjačev na Kranjskem. Ljubljana, 1923.

#### Kmečke povesti
- Jarem pregreh, 1895.
- Na nepritrjenih mostnicah, 1903.
- Kovač in njegov sin. Celovec, 1907 (SV 59).